# Ка дел Венто (Верона)
Ка дел Венто је насеље у Италији у округу Верона, региону Венето.
Према процени из 2011. у насељу је живело 66 становника. Насеље се налази на надморској висини од 630 м.